# Rheinbrücke Karls des Großen
Die Rheinbrücke Karls des Großen war eine hölzerne Brücke über den Rhein zwischen Mainz und Kastel, die in der Regierungszeit Karls des Großen auf den Fundamenten der ehemaligen Römerbrücke errichtet wurde. Diese einzige größere Rheinbrücke des Frühmittelalters brannte schon kurz nach ihrer Fertigstellung ab. Der Bau ist schriftlich überliefert, es sind aber keine eindeutigen archäologischen Befunde vorhanden.

## Geschichte
Bereits im 1. Jh. n. Chr. errichteten die Römer bei Mainz eine feste Rheinbrücke, die sogenannte Römerbrücke. Diese Holzbrücke auf Steinpfeilern bestand bis ins 5. Jh. Die Pfeilerreste im Fluss blieben teilweise bis in das 19. Jh. erhalten und dienten als Ankerpunkte für die Schiffsmühlen im Rhein.
Vom Rheinübergang führte die Elisabethenstraße als schnurgerade geplante Römerstraße Richtung Nida, dem späteren Heddernheim und von dort weiter Richtung Wetterau. Außerdem hatte sie Anschluss an die Antsanvia, eine Altstraße nach Thüringen. Das Bistum Mainz erstreckte sich ostwärts bis nach Thüringen, außerdem war Mainz seit Bonifatius und dessen Nachfolger Lullus Metropolitansitz einer Kirchenprovinz, die zu Karls Zeiten u. a. die Bistümer Halberstadt, Würzburg und Eichstätt umfasste. Eine Verkehrsanbindung nach Osten war für Mainz von großer Bedeutung und ein Brückenschlag aufgrund der vorhandenen römischen Reste einfacher durchzuführen.

## Karolingischer Brückenbau
Da große Brückenbauten im frühen Mittelalter sonst nicht unternommen wurden, wird die Besonderheit des Baus der Rheinbrücke schon bei Karls Zeitgenossen besonders herausgestellt und in verschiedenen Quellen erwähnt, darunter den Reichsannalen sowie den Annalis qui Einhardi dicuntur.
Zudem weist Johann Friedrich Böhmer in seiner Zusammenstellung der Regesta Imperii auch auf Nennungen der Brücke in Einhards Vita Karoli Magni sowie in den Annales de gestis Caroli Magni imperatoris des Poeta Saxo und in den Gesta Karoli Magni Notkers hin.
Einhard listet den Bau der Rheinbrücke bei Mainz neben dem Bau der Aachener Pfalzkapelle und der Ingelheimer Kaiserpfalz; er beschreibt sie als fünfhundert Doppelschritt lange hölzerne Brücke, deren Errichtung zehn Jahre schwerster Arbeit in Anspruch genommen habe und die sehr geschickt gebaut worden sei. Als Aufseher über die königlichen Bauten leitete Einhard wohl selbst den Aufbau der Brücke. Wegen seiner Fähigkeiten als Baumeister erhielt Einhard am Hof Karls den Beinamen Beseleel.
Die Brücke brannte 813, noch zu Karls Lebzeiten, ab. Bezugnehmend auf die Schilderungen Notkers hatten angeblich Fährleute in Sorge um ihre Existenz die Brücke in Brand gesetzt. Karl habe in Erwägung gezogen, die Brücke statt in Holz in Stein neu zu errichten. Karl starb bereits 814, im Jahr nach der Zerstörung der Brücke.
Die zeitgenössischen Quellen benennen Karl den Großen als Bauherren, dem die Brücke im Allgemeinen zugeschrieben wird. Auf die Beteiligung Einhards wird gelegentlich hingewiesen.

## Konstruktion
Man nimmt an, dass für Karls Brückenbau die römischen Steinpfeiler wiederverwendet wurden. Reste von Fundamenten am Westufer im Bereich des Sautanz fand man in den Jahren 1736 und 1740; diese lagen in Verlängerung der Reste der römischen Brücke und wurden als karolingisch interpretiert.  Die Bautechnik der karolingische Brücke war vermutlich ähnlich der ursprünglich vorhandenen römischen. Die eigentliche Brückenplattform wurde auf den vorhandenen Pfeilern mit Holzbalken ausgeführt.

## Bedeutung
Der karolingische Brückenbau in Mainz ist nicht nur als einziger großer frühmittelalterlicher Brückenbau erwähnenswert, sondern insbesondere auch, weil zwischen Basel und den Niederlanden für mehrere Jahrhunderte kein Brückenbau über den Rhein mehr unternommen wurde. Im Jahr 1263 wurde die stehende Rheinbrücke Breisach erwähnt, eine feste Holzbrücke. Anscheinend war sie bereits 1212 vorhanden. Und ab 1388 stand bei Straßburg die Lange Bruck zur Verfügung, eine hölzerne Jochbrücke. Die erste „feste“ Brücke der Neuzeit am Rhein stromabwärts von Basel war die 1855 begonnene Kölner Dombrücke, eine Gitterträgerbrücke auf steinernen Pfeilern, die ab 1859 in Nutzung war.
In Mainz selbst gab es 1632 bis 1635 und ab 1661 eine Schiffsbrücke. Erst ab 1860 wurde in Mainz wieder eine feste Brücke errichtet: die Mainzer Südbrücke, eine Pauliträgerbrücke auf steinernen Pfeilern. Sie wurde ab 1862 genutzt.